# Pentax K-3 III
Die Pentax K-3 III ist eine digitale Spiegelreflexkamera, die vom japanischen Hersteller Ricoh unter der Marke Pentax vertrieben wird. Sie wurde am 30. März 2021 vorgestellt und löste damit die Pentax K-3 II als neues Spitzenmodell im APS-C Bereich ab. Die Kamera hat 2021 den TIPA Photo & Imaging Award für die beste APS-C Kamera gewonnen.

## Geschichte
Nach Einstellung der K-3 II im ersten Quartal 2018 kündigte Ricoh im September 2019 die Entwicklung eines Nachfolgemodells mit dem Projektnamen „K-New“ an. Der endgültige Produktname als „K-3 III“ wurde im  Oktober 2019 bekanntgegeben.

## Wichtige Merkmale
Von der Vorgängerin Pentax K-3 II unterscheidet sie sich deutlich, vieles dieser Kamera ist neu entwickelt, dazu gehören das Penta-Prisma und die Autofokusfunktion. Die Videofunktion unterstützt nun die Auflösung 2160p30 (Ultra HD/4K2K). Das im Vorgängermodell eingebaute GPS-Empfängermodul ist weggefallen. Wird das Pentax O-GPS1 Modul benutzt, so sind die Richtungsinformation vorhanden. Die „Pixel Shift Resolution“-Funktion, die eine höhere Bildqualität bei gleicher Pixelzahl ermöglicht, ist in einer verbesserten Funktion vorhanden. Die Versorgung erfolgt wieder über den Akku D-LI90, dieser kann in der Kamera über den USB-Anschluss geladen werden. Ein voller Akku reicht für ca. 800 Aufnahmen nach CIPA-Standard im Vergleich zur K1 mit ca. 670 Aufnahmen.
Die Bedienung ist basierend auf der Pentax K-1 weiterentwickelt worden. Neu hinzugekommen sind ein Joystick mit mehreren Funktionen, und der Bildschirm ist jetzt mit einem Touch-Screen ausgestattet. Das Display schaltet sich automatisch ab, wenn durch den Sucher geblickt wird.

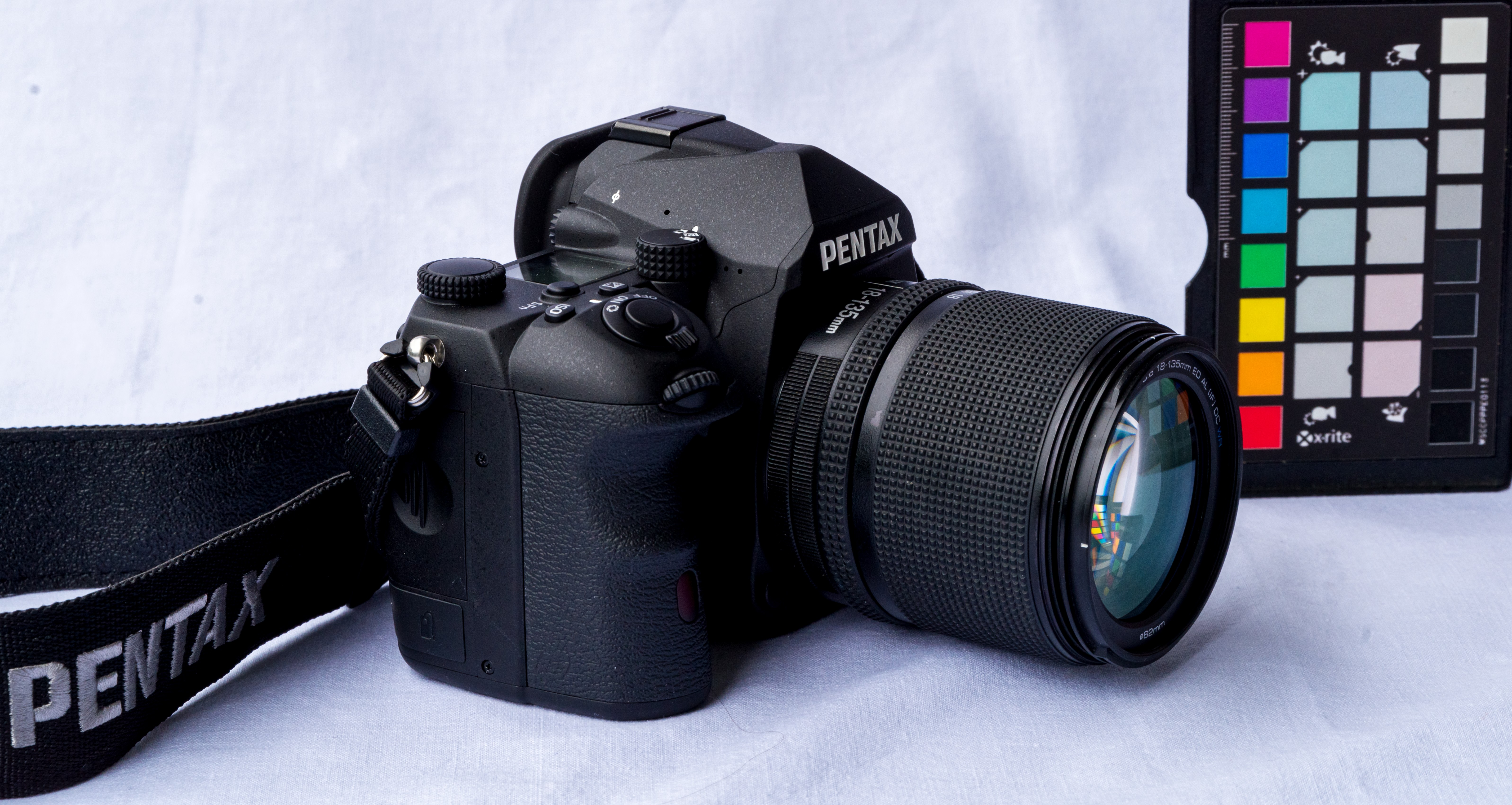
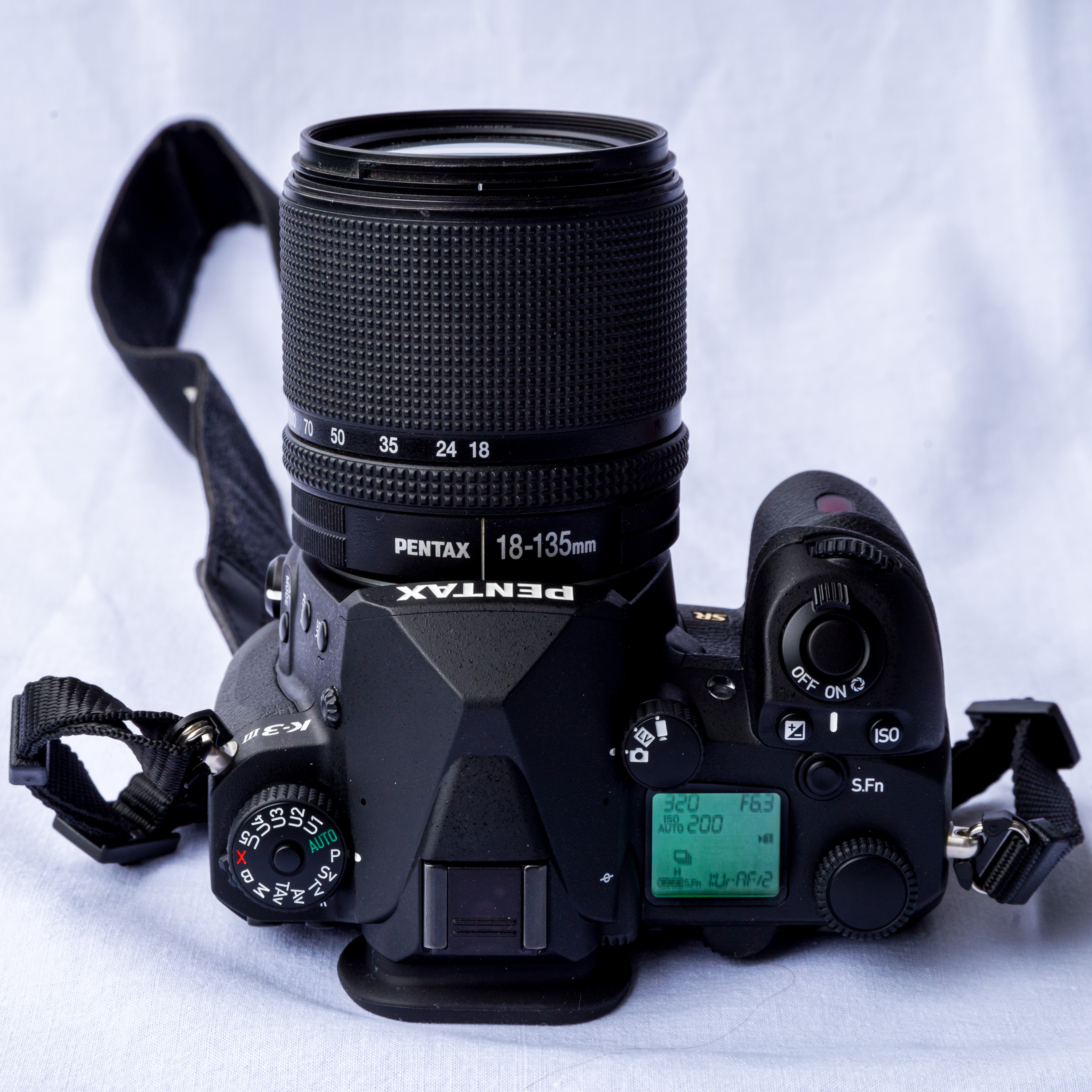
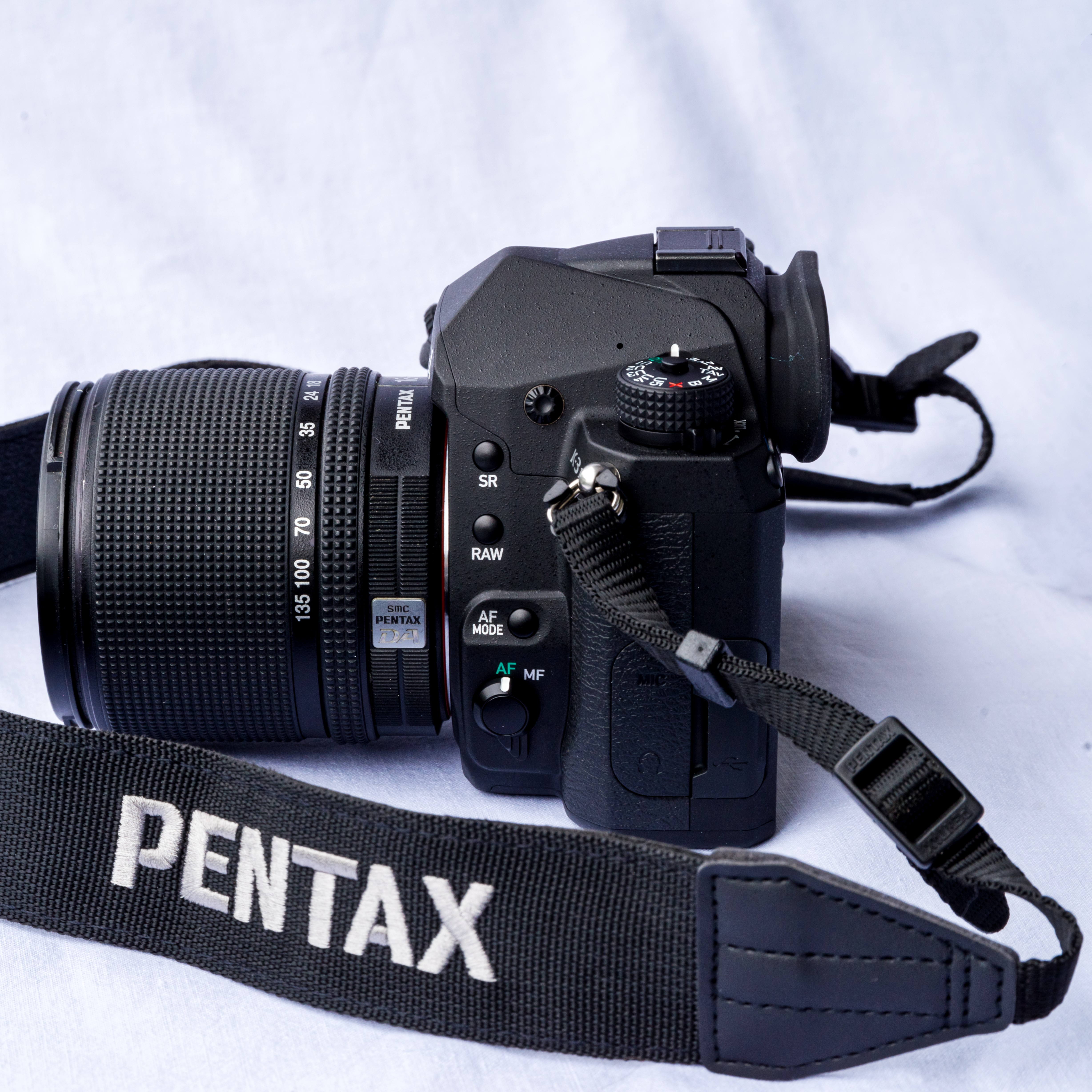
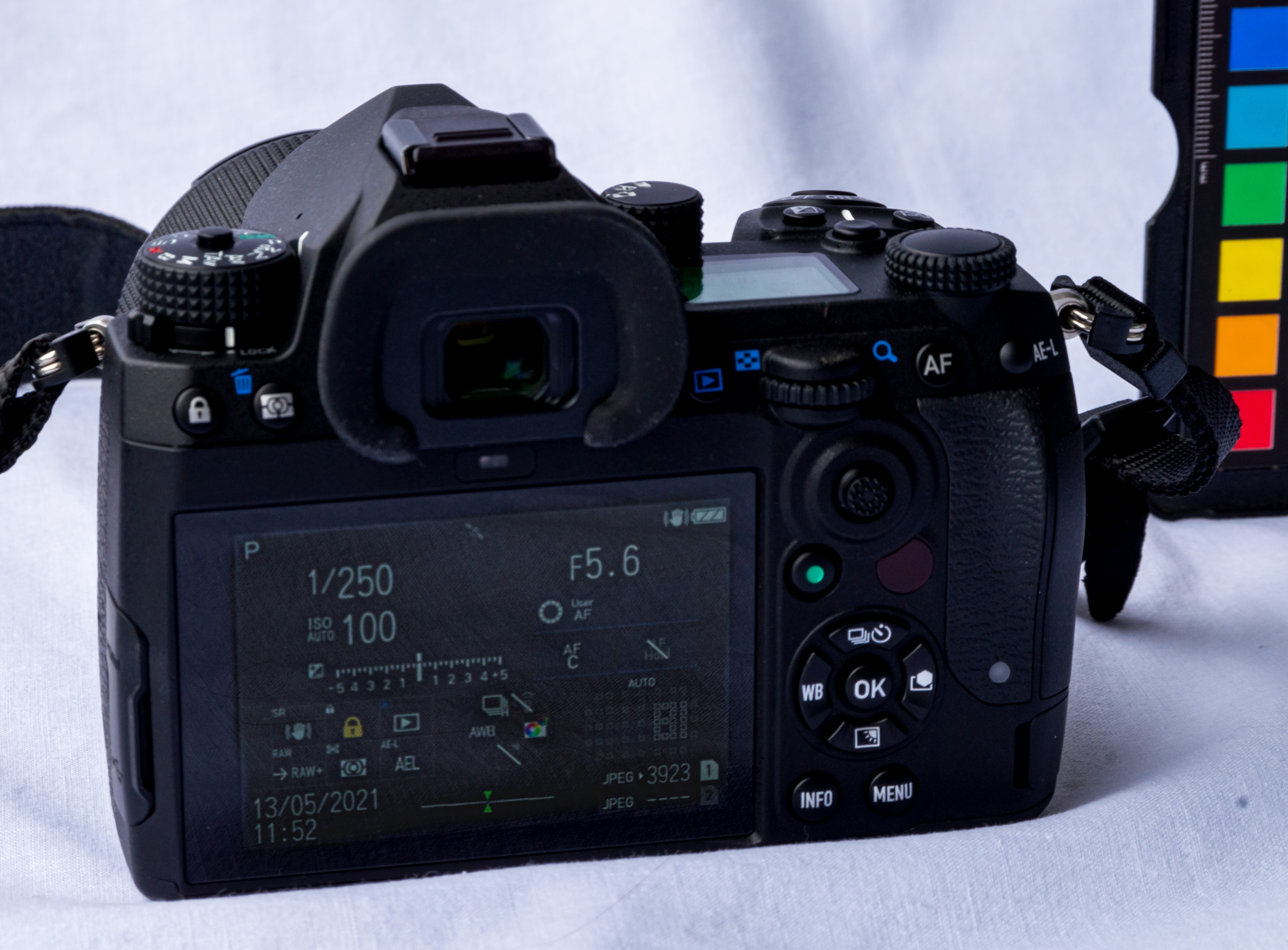
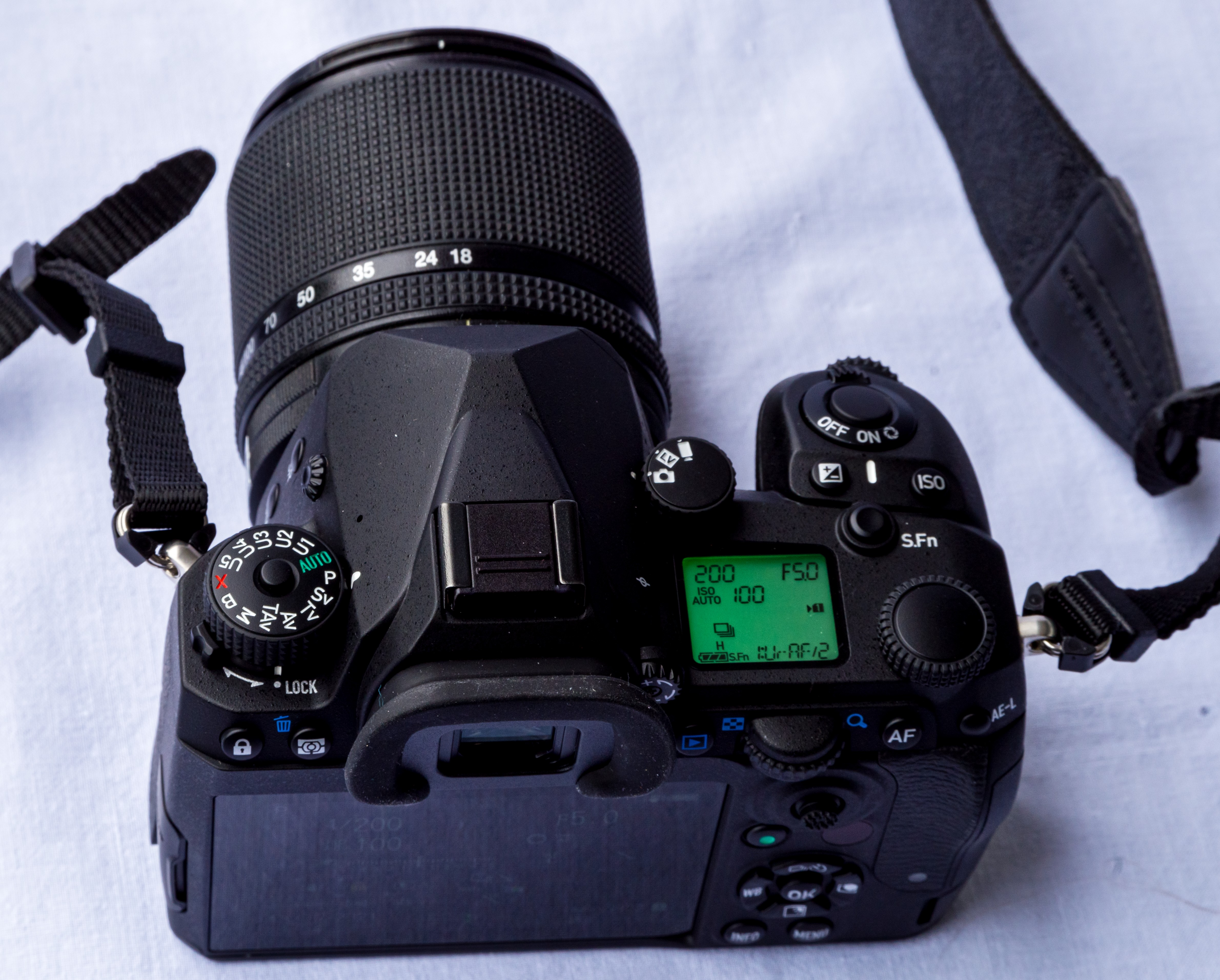
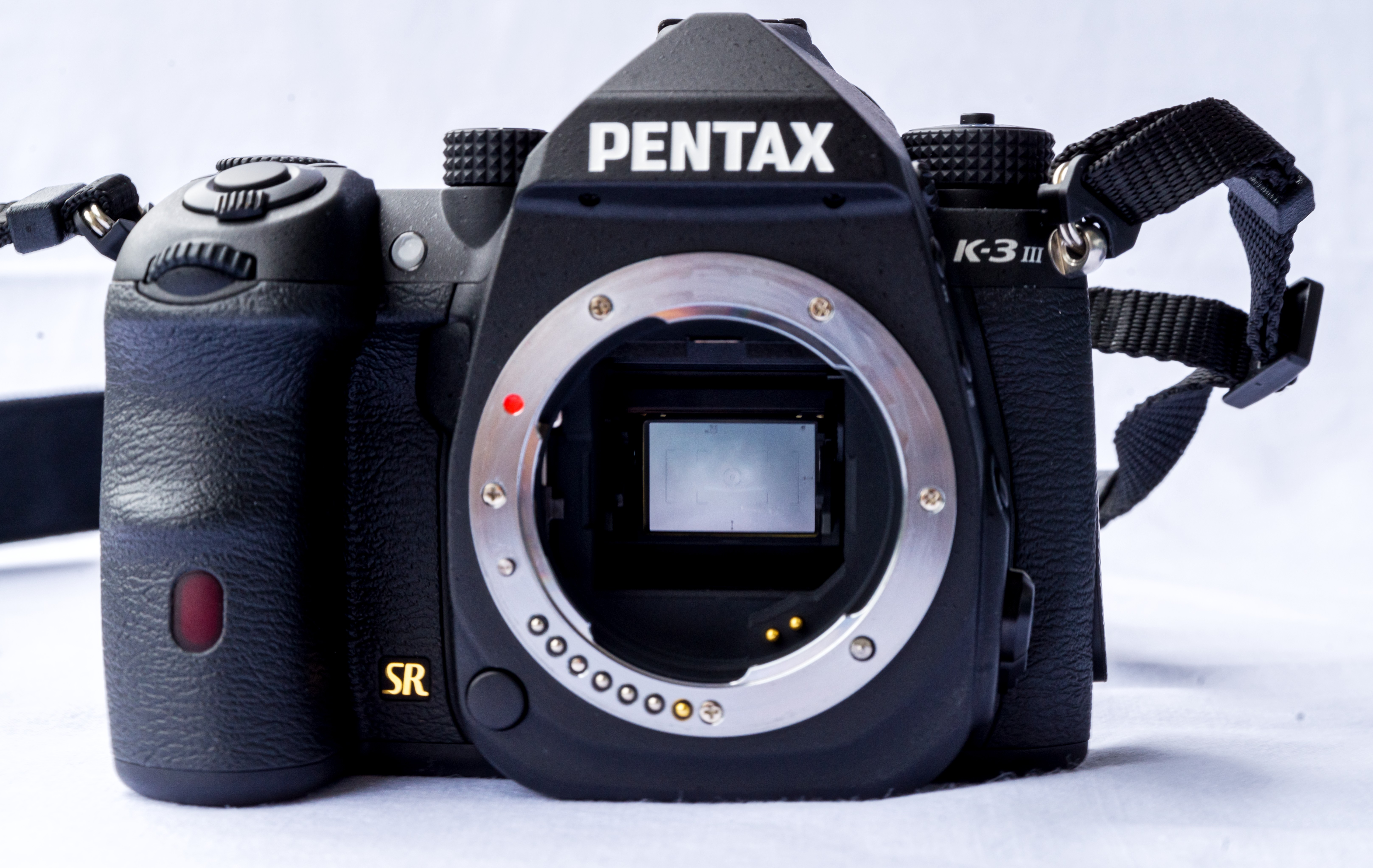
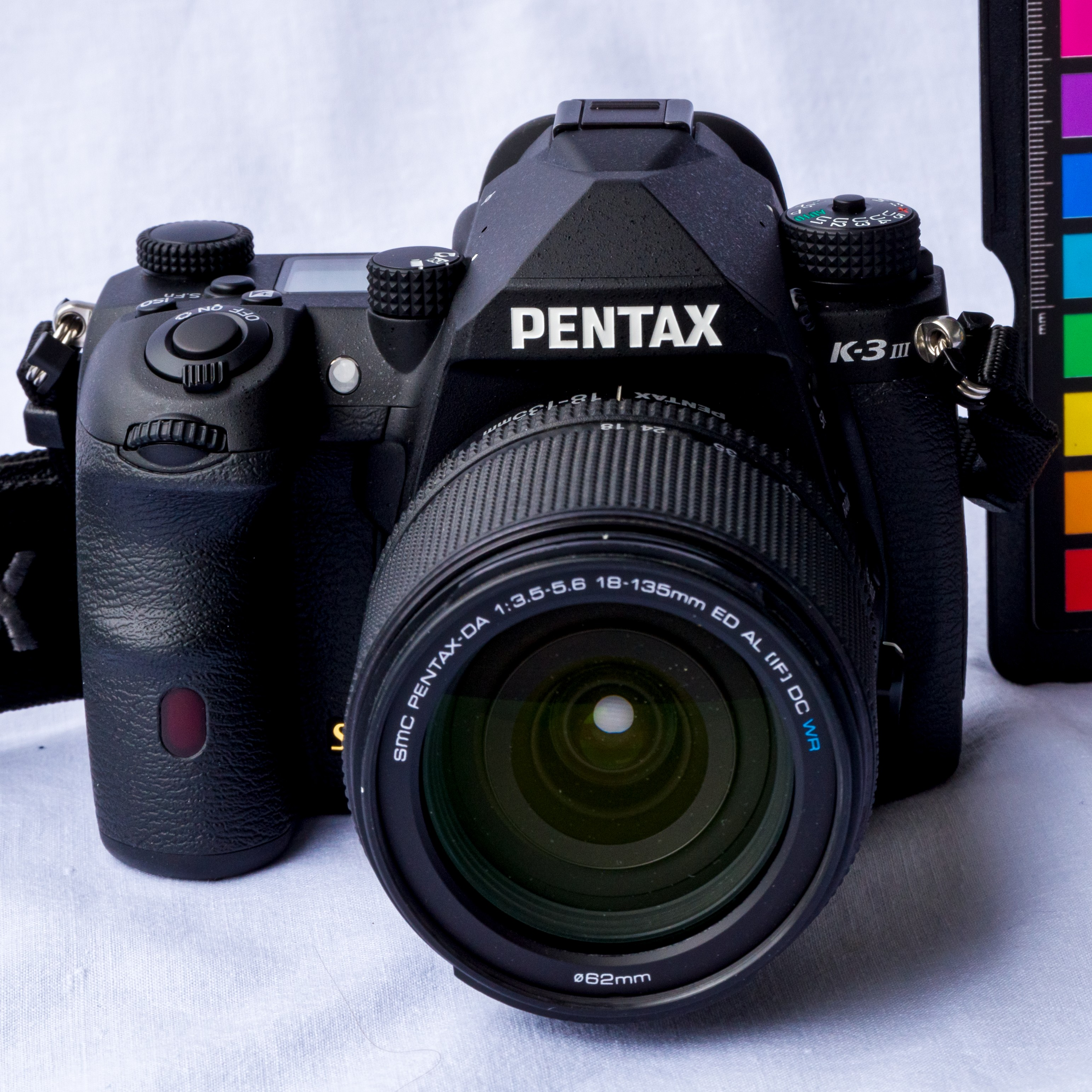

## Technische Beschreibung

### Autofokus
Das Autofokusmodul wurde als SAFOX 13 neu implementiert, dieses hat 101 Messpunkte. 25 Kreuzsensoren, von den die mittleren neun für Blende 2.8 vorgesehen sind, ermöglichen es abhängig vom verwendeten Objektiv bis -4EV scharf stellen zu können. Insgesamt können 41 Fokuspunkte manuell ausgewählt werden.

Der neue Belichtungsmesser in Form eines RGB-Ir-Sensors mit 307.000 Pixeln (0,04 Megapixel) korreliert und bewertet die Daten, welche von dem Autofokussensor geliefert werden. Dadurch wird das Erkennen und Verfolgen von Objekten deutlich verbessert und Gesichtserkennung ebenso ermöglicht wie das automatische Scharfstellen auf die Pupillen von erkannten Augen.

### Bildstabilisierung
Der optomechanische Bildstabilisator ist beim Bildsensor untergebracht und gleicht nach CIPA-Messmethode 5,5 Lichtwerte aus. Die Geräuschentwicklung ist so gering, dass die aktive Bildstabilisierung im Videomodus akustisch nicht wahrgenommen wird.

### Pixel Shift Resolution
Bei der „Pixel Shift Resolution“-Funktion werden vier in schneller Folge aufgenommene Einzelbilder automatisch kombiniert, wobei dazu der Sensor jeweils um 1 Pixel (etwa 4 µm) bewegt wird. Das führt dazu, dass alle 4 Farben (2× Grün, 1× Rot und 1× Blau) des Bayer-Patterns an derselben Stelle aufgezeichnet werden. Damit wird für jedes Pixel das gesamte Farbspektrum aufgezeichnet. Das Ergebnis davon ist eine genauere Farbwiedergabe für jedes Pixel und eine höhere Auflösung. Die Bilder können sowohl als JPEG als auch als RAW-Dateien gespeichert werden. In dieser RAW-Datei sind die 4 Einzelaufnahmen vorhanden. Zurzeit können diese Raw-Dateien nur von dem Pentax eigenen Raw-Entwickler (DCU) und einer Modifikation von DCRaw entwickelt werden, die anderen großen Hersteller von Rawentwicklern können das Format derzeit noch nicht verarbeiten. Das Verfahren eignet sich aber nur für statische Motive, da von der ersten bis zur letzten Belichtung etwa 1,3 Sekunden verstreichen. Außerdem sollte die Kamera auf einem stabilen Stativ stehen. Leichte Bewegungen der fotografierten Objekte können ausgeglichen werden.